# Mark McCammon
Mark McCammon (né le 7 août 1978 à Barnet dans le Grand Londres) est un joueur de football barbadien. Il joue au poste attaquant.
Il a été sélectionné à plusieurs reprises en sélection nationale de la Barbade.

## Carrière
- 1997-mars 1999 : Cambridge United  Angleterre
- mars 1999–2000 : Charlton Athletic B  Angleterre
  - jan. 2000-2000 : Swindon Town (prêt)  Angleterre
- 2000-mars 2003 : Brentford FC  Angleterre
- mars 2003-fév. 2005 : Millwall FC  Angleterre
  - déc.2004–fév.2005 : Brighton & Hove Albion (prêt)  Angleterre
- fév.2005-2006 : Brighton & Hove Albion  Angleterre
  - fév. 2006-2006 : Bristol City (prêt)  Angleterre
- 2006-2008 : Doncaster Rovers  Angleterre
- 2008-2011 : Gillingham FC  Angleterre
  - fév. 2010-mars 2010 : Bradford City AFC (prêt)  Angleterre[1],[2]

## Buts internationaux
|    | Date              | Lieu                                                        | Adversaire         | Résultat | Compétition      |
| -- | ----------------- | ----------------------------------------------------------- | ------------------ | -------- | ---------------- |
| 1. | 22 septembre 2006 | Antigua Recreation Ground, Saint John's, Antigua-et-Barbuda | Antigua-et-Barbuda | 3-1      | Digicel Cup 2007 |
| 2. | 24 septembre 2006 | Antigua Recreation Ground, Saint John's, Antigua-et-Barbuda | Anguilla           | 7-1      | Digicel Cup 2007 |
| 3. | 24 septembre 2006 | Antigua Recreation Ground, Saint John's, Antigua-et-Barbuda | Anguilla           | 7-1      | Digicel Cup 2007 |
| 4. | 24 septembre 2006 | Antigua Recreation Ground, Saint John's, Antigua-et-Barbuda | Anguilla           | 7-1      | Digicel Cup 2007 |